# 松村優
松村 優（まつむら ゆう、1984年3月25日 - ）は、日本の元AV女優・元グラビアアイドル。
東京都出身。血液型:O型。身長:156cm。スリーサイズ:B87(D-65)・W58・H88。
なお、プロフィールは活動時期により異なる。

## 略歴・人物
2000年2月に「田中麻里鈴（たなか まりりん）」の名前で『ヴァージンメモリアル』でAVデビュー。3本の作品に出演した。また、同時期に「鈴木愛理（すずき あいり）」の名前で写真集も発売された。
その後、「松村優」に改名してグラビアアイドルとして活動。ヤングマガジンの表紙も飾ったが、2004年9月に再びAV女優に転身。しかし、同年一杯で活動を休止。
2005年5月にソフト・オン・デマンド専属AV女優として再デビューし、同年11月には専属を離れ他メーカーの作品に出演。
2006年頃に引退。

## 出演作品

### アダルトビデオ（オリジナル作品）
田中麻里鈴 名義
- ヴァージンメモリアル　（2000年2月28日（レンタル）、KUKI）
- 花嫁の生下着 8　（2000年3月25日（レンタル）、KUKI）
- 新・妹の下着 20　（2000年4月19日（レンタル）、KUKI）

松村優 名義
- あのグラビアアイドルが脱いだ! （2004年9月24日（レンタル）／10月8日（セル）、トライハートコーポレーション）
- 挑発エロエリズム　（2004年10月22日（レンタル）／11月19日（セル）、笠倉出版社）
- コールガール痴女　（2004年11月19日（レンタル）／12月17日（セル）、笠倉出版社）
- 松村優の風俗総合案内所　（2004年12月24日、笠倉出版社）
- グラビアアイドル復活!!　（2005年5月4日、SODクリエイト）
- 目指せ10万本!! グラビアアイドル松村優のお披露目 秋葉原ジャック!!　（2005年6月4日、SODクリエイト）
- グラビアアイドル THE レイプ　（2005年7月7日、SODクリエイト）
- グラビアアイドルと抽選会でエッチな○○しませんか?　（2005年8月4日、ディープス）
- アイドルザーメン Vol.12　（2005年9月8日、SODクリエイト）
- グラビアアイドル　（2005年11月1日、ワンズファクトリー）
- ごくまん　（2006年6月30日、笠倉出版社）
- 現場裏ハメ撮り（秘）映像　（2006年9月29日、笠倉出版社）…オムニバス作品　他出演:村山かづは、美保唯、金城アンナ、仲村もも、友恵ゆい
- MAX HOLE 超リアル人工膣型 （2006年9月19日、デジMAX）　※オナホール付き
- Beauty Style 18　（2006年11月25日、イエロー）　※「YOU」名義

### オリジナルビデオ
松村優 名義
- 実録・痴漢（秘）劇場　（2004年11月19日、竹書房）…オムニバス作品　他出演:宝月ひかる、下平あや

### イメージビデオ
松村優 名義
- 真裸 [MAPPA]　（2004年8月30日、シャッフル）

### テレビ番組
- Peach-Pit 桃のたね（MONDO TV）

## 書籍

### 写真集
鈴木愛理 名義
- AIRI MODE　（2000年3月、リイド社） - 撮影:木村晴